# 布雷姆伊納利
布雷姆伊納利（法語：Bourem-Inaly），是馬里的城鎮，位於該國中部，由通布圖區的通布圖省負責管轄，面積4,000平方公里，海拔高度248米，2009年人口12,336，人口密度每平方公里3.08人。